# 诺彦·阿旺却吉旺其格

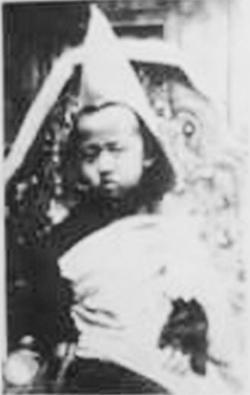
阿旺却吉旺其格坐床时，1945年7月

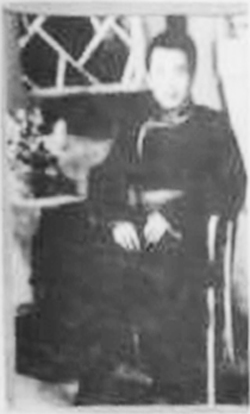
青年时期的阿旺却吉旺其格

诺彦·阿旺却吉旺其格（1938年—1995年4月5日），后来还俗并取俗名玛拉哈，所以又被俗称作“玛拉哈葛根”、“玛拉哈喇嘛”。蒙古族，昭乌达盟阿鲁科尔沁旗人，第七世诺彦活佛，蒙医医生。

## 生平
1938年，第七世葛根阿旺却吉旺其格转世。他是昭乌达盟阿鲁科尔沁旗阿日本苏木台吉巴达玛旺其格的次子。5岁时，被接到葛根庙。1945年7月20日，7岁正式坐床登位。在土地改革运动中，科尔沁右翼前旗杰尔格勒、暴彦巴图、官布扎布等领导来到葛根庙，鼓励喇嘛们改造思想，起三个有革命意义的名字，七世葛根乃选择了“浩毕斯嘎拉图”一名。
1947年，七世葛根开始上小学。1958年11月，被科尔沁右翼前旗人民政府保送到内蒙古医学院学习蒙医学。1963年8月毕业后，被分配到伊克昭盟杭锦旗医院工作。文化大革命中，他被打成“现行反革命”，遭受迫害，其妻同其离婚。1980年4月获得平反后，他出任杭锦旗政协常务委员。后来担任哲里木盟蒙医研究所主任医师。 1989年，调任兴安盟医院蒙医科主任医师（一说1990年秋，调往兴安盟蒙医医院任职）。他擅长医治肝病、不孕症、风湿病、胃病，还经常接济贫困百姓。
1995年4月5日下午，在去往科尔沁右翼前旗额尔格图苏木途中，因车祸去世。

## 家庭
他一生中有过两次不幸的婚姻。